# Santa Cecília do Pavão
Santa Cecília do Pavão là một đô thị thuộc bang Paraná, Brasil. Đô thị này có diện tích 110,2 km², dân số năm 2007 là 3732 người, mật độ 33,9 người/km².